# Ян V Бавор
Ян V Бавор (? — 6 октября 1201) — чешский религиозный деятель, епископ Оломоуцкий .
Представитель средневекового чешского дворянского рода Баворов из Стракониц, прибывших в южную Чехию из Моравии. По мнению Альжбеты Бирнбаумовой, братом Яна Бавора был Длугомил (упоминается в документах под 1175, 1177 и, возможно, 1167 годами), служивший чашником у князя Собеслава II.
Служил монахом в Страговском монастыре ордена премонстрантов в Градчанах (Прага).
В 1199 году король чехов Пршемысл Отакар I назначил его епископом римско-католической Оломоуцкой епархии.
О деяниях Яна известно мало, лишь то, что Ян V Бавор оказался расточительным и злоупотребляющим алкоголем епископом. Историк Бартош Папроцкий писал о нём, что «это был тщеславный человек, большой пьяница и транжира…».
6 октября 1201 года в Милевско во время освящения алтаря в церкви премонстрантского Милевского монастыря Ян Бавор умер от инсульта и был похоронен в церкви Страговского монастыря.